# Дубенко Степан Васильович
Дубенко Степан Васильович (6 червня 1930, с. Кузьмина Гребля Черкаська область — 1 грудня 2002, Київ) — український кінознавець. Кандидат мистецтвознавства (1966).

## Життєпис
Народився 6 червня 1930 року в с. Кузьмина Гребля Черкаської області в селянській родині. Помер 1 грудня 2002 року у Києві. Навчався в Уманському сільськогосподарському інституті. Закінчив 1956 р. філологічний факультет Чернівецького університету та аспірантуру Інституту мистецтвознавства, фольклористики та етнології ім. М. Т. Рильського НАН України (1964).
Захистив кандидатську дисертацію «Тарас Шевченко та його герої на екрані» (1966). Викладав літературу, українську та німецьку мови. У 1964—1984 роках працював у відділі кінознавства ІМФЕ ім. М. Т. Рильського НАН України на посаді старшого наукового співробітника. Друкується з 1954 року.
Автор книги «Тарас Шевченко та його герої на екрані» (К., 1967), статей з питань кіномистецтва у збірниках «Життя та герої екрана» та ін., в журналах, газетах, у різних енциклопедичних виданнях. Був членом Національної спілки кінематографістів України.